# Metodi di rappresentazione
I principali metodi di rappresentazione grafica, come prospettiva, assonometria e proiezioni ortogonali (con il metodo di Monge), si basano su due tipi di proiezioni:
- Proiezioni parallele, dette anche proiezioni cilindriche
- Proiezioni centrali, dette anche proiezioni coniche

I principi teorici di questi metodi vanno ricercati nella geometria proiettiva, mentre la loro organizzazione, in rapporto all'applicabilità, è compito della geometria descrittiva, che fornisce le regole per ottenere immagini piane delle figure dello spazio. In altre parole la geometria descrittiva fornisce gli elementi utili alla risoluzione grafica della rappresentazione.

## Proiezioni parallele
Si ha una proiezione parallela quando il centro di proiezione è situato all'infinito. La direzione di tale centro rispetto al piano di proiezione, determina ovviamente la direzione dei raggi proiettanti, per cui si possono avere proiezioni ortogonali, come quelle utilizzate nel metodo del Monge, proiezioni quotate o proiezioni assonometriche, ortogonali o oblique.

## Proiezioni centrali
Si ha una proiezione centrale quando il centro di proiezione è posizionato a distanza finita. Il metodo configurato da tale situazione è quello della proiezione centrale, o di Poncelet. Quale applicazione pratica più utilizzata di esso, si ha la prospettiva, che viene distinta in prospettiva a quadro verticale e a quadro obliquo. Quella a quadro verticale assume a sua volta due differenti connotazioni: prospettiva frontale e prospettiva accidentale.

## Argomenti che devono essere trattati da un metodo di rappresentazione
Per descrivere un metodo di rappresentazione è necessario trattare i seguenti argomenti:
- Modalità di esecuzione delle due proiezioni (una sola proiezione non è mai sufficiente ad individuare in modo univoco gli enti geometrici);
- Rappresentazione degli enti geometrici, punto, retta e piano, e casi particolari;
- Condizioni generali di appartenenza;
- Condizioni generali di parallelismo;
- Condizioni generali di perpendicolarità;
- Ribaltamento di un piano su un piano di proiezione (e problemi di misura);
- Nuovo piano di proiezione.